# بخش میروت
بخش میروت (به انگلیسی: Meerut district) یک بخش در هند است که در اوتار پرادش واقع شده‌است. بخش میروت ۱۶l نفر جمعیت دارد.